# Single numer jeden w roku 2018 (Rosja)
Notowania City & Country Radio Hits publikowane i kompletowane są przez portal internetowy Tophit w oparciu o cotygodniowe wyniki odtworzeń w stacjach radiowych w Rosji. Poniżej znajduje się tabela prezentująca najpopularniejsze single w danych tygodniach w roku 2018.
W 2018 piętnaście singli różnych artystów osiągnęło szczyt rosyjskiego notowania Tophit.

## Historia notowania
| Data publikacji | Tytuł                       | Artysta                                                          | Źródło |
| --------------- | --------------------------- | ---------------------------------------------------------------- | ------ |
| 1 stycznia      | „Whatever It Takes”         | Imagine Dragons                                                  | [ 2 ]  |
| 8 stycznia      | „Sztriki”                   | Burito                                                           | [ 3 ]  |
| 15 stycznia     | „Sztriki”                   | Burito                                                           | [ 4 ]  |
| 22 stycznia     | „Sztriki”                   | Burito                                                           | [ 5 ]  |
| 29 stycznia     | „Sztriki”                   | Burito                                                           | [ 6 ]  |
| 5 lutego        | „Sztriki”                   | Burito                                                           | [ 7 ]  |
| 12 lutego       | „Sztriki”                   | Burito                                                           | [ 8 ]  |
| 19 lutego       | „Drunk Groove”              | Maruv i Boosin                                                   | [ 9 ]  |
| 26 lutego       | „Sztriki”                   | Burito                                                           | [ 10 ] |
| 5 marca         | „Breathe”                   | Jax Jones, gościnnie: Ina Wroldsen                               | [ 11 ] |
| 12 marca        | „Breathe”                   | Jax Jones, gościnnie: Ina Wroldsen                               | [ 12 ] |
| 19 marca        | „Breathe”                   | Jax Jones, gościnnie: Ina Wroldsen                               | [ 13 ] |
| 26 marca        | „Breathe”                   | Jax Jones, gościnnie: Ina Wroldsen                               | [ 14 ] |
| 2 kwietnia      | „Drunk Groove”              | Maruv i Boosin                                                   | [ 15 ] |
| 9 kwietnia      | „Drunk Groove”              | Maruv i Boosin                                                   | [ 16 ] |
| 16 kwietnia     | „Drunk Groove”              | Maruv i Boosin                                                   | [ 17 ] |
| 23 kwietnia     | „Friends” ( Borgeous Remix) | Marshmello i Anne-Marie                                          | [ 18 ] |
| 30 kwietnia     | „Breathe”                   | Jax Jones, gościnnie: Ina Wroldsen                               | [ 19 ] |
| 7 maja          | „Breathe”                   | Jax Jones, gościnnie: Ina Wroldsen                               | [ 20 ] |
| 14 maja         | „Breathe”                   | Jax Jones, gościnnie: Ina Wroldsen                               | [ 21 ] |
| 21 maja         | „DNK”                       | GeeGun, gościnnie: Artem Kaszer                                  | [ 22 ] |
| 28 maja         | „DNK”                       | GeeGun, gościnnie: Artem Kaszer                                  | [ 23 ] |
| 4 czerwca       | „DNK”                       | GeeGun, gościnnie: Artem Kaszer                                  | [ 24 ] |
| 11 czerwca      | „DNK”                       | GeeGun, gościnnie: Artem Kaszer                                  | [ 25 ] |
| 18 czerwca      | „DNK”                       | GeeGun, gościnnie: Artem Kaszer                                  | [ 26 ] |
| 25 czerwca      | „Hands Up”                  | Merk & Kremont, gościnnie: DNCE                                  | [ 27 ] |
| 2 lipca         | „Solo”                      | Clean Bandit, gościnnie: Demi Lovato                             | [ 28 ] |
| 9 lipca         | „Solo”                      | Clean Bandit, gościnnie: Demi Lovato                             | [ 29 ] |
| 16 lipca        | „In My Mind”                | Dynoro, Gigi D’Agostino                                          | [ 30 ] |
| 23 lipca        | „One Kiss”                  | Calvin Harris i Dua Lipa                                         | [ 31 ] |
| 30 lipca        | „One Kiss”                  | Calvin Harris i Dua Lipa                                         | [ 32 ] |
| 6 sierpnia      | „One Kiss”                  | Calvin Harris i Dua Lipa                                         | [ 33 ] |
| 13 sierpnia     | „One Kiss”                  | Calvin Harris i Dua Lipa                                         | [ 34 ] |
| 20 sierpnia     | „One Kiss”                  | Calvin Harris i Dua Lipa                                         | [ 35 ] |
| 27 sierpnia     | „One Kiss”                  | Calvin Harris i Dua Lipa                                         | [ 36 ] |
| 3 września      | „Focus On Me”               | Maruv                                                            | [ 37 ] |
| 10 września     | „One Kiss”                  | Calvin Harris i Dua Lipa                                         | [ 38 ] |
| 17 września     | „Later Bitches”             | The Prince Karma                                                 | [ 39 ] |
| 24 września     | „Later Bitches”             | The Prince Karma                                                 | [ 40 ] |
| 1 października  | „Focus On Me”               | Maruv                                                            | [ 41 ] |
| 8 października  | „In My Mind”                | Dynoro i Gigi D’Agostino                                         | [ 42 ] |
| 15 października | „In My Mind”                | Dynoro i Gigi D’Agostino                                         | [ 43 ] |
| 22 października | „In My Mind”                | Dynoro i Gigi D’Agostino                                         | [ 44 ] |
| 29 października | „Majaczki”                  | Julianna Karaulowa                                               | [ 45 ] |
| 5 listopada     | „Majaczki”                  | Julianna Karaulowa                                               | [ 46 ] |
| 12 listopada    | „Majaczki”                  | Julianna Karaulowa                                               | [ 47 ] |
| 19 listopada    | „Majaczki”                  | Julianna Karaulowa                                               | [ 48 ] |
| 26 listopada    | „Majaczki”                  | Julianna Karaulowa                                               | [ 49 ] |
| 3 grudnia       | „Plakala”                   | Kazka                                                            | [ 50 ] |
| 10 grudnia      | „Plakala”                   | Kazka                                                            | [ 51 ] |
| 17 grudnia      | „Plakala”                   | Kazka                                                            | [ 52 ] |
| 24 grudnia      | „Love & Lover”              | Leonid Rudenko, gościnnie: Alina Eremia i Dominique Young Unique | [ 53 ] |
| 31 grudnia      | „Love & Lover”              | Leonid Rudenko, gościnnie: Alina Eremia i Dominique Young Unique | [ 54 ] |